# Wangen, Bas-Rhin

Wangen este o comună în departamentul Bas-Rhin, Franța. În 1 ianuarie 2022 avea o populație de 637 de locuitori.